# Ben Lucien Burman
Ben Lucien Burman (* 12. Dezember 1895 in Covington, Kentucky; † 12. November 1984 in New York) war ein amerikanischer Journalist und Schriftsteller.

## Leben
Burman verfasste mit Big river to cross: Mississippi Life Today eine journalistische Schilderung des Lebens am Mississippi und mit Blow for a landing einen Roman über die Abenteuer an diesem Fluss. Besonders bekannt wurde er durch die Tierfabeln über den fiktiven Ort Catfish Bend (Katzfischbucht). Burman war verheiratet mit Alice Caddy Burman (1896–1977), die viele seiner Romane illustrierte. Während des Zweiten Weltkriegs berichtete er aus Nordafrika über das Vichy-Regime.
Burman starb 1984 an einem Schlaganfall.

## Werke
- Blow for a landing (1938, dt.: Der große Strom)
- Big river to cross: Mississippi Life Today (1940)
- The Street of the Laughing Camel (1959, dt.: Strasse des lachenden Kamels)

Catfish Bend Serie
- High Water at Catfish Bend (1952, dt.: Hochwasser in der Katzfischbucht)
- Seven Stars for Catfish Bend (1956, dt.: Sieben Sterne für die Katzfischbucht)
- The Owl Hoots Twice at Catfish Bend (1961)
- Blow a Wild Bugle for Catfish Bend (1967, dt.: Kojoten in der Katzfischbucht)
- High Treason at Catfish Bend (1977, dt.: Hochverrat in der Katzfischbucht)
- Strange Invasion of Catfish Bend (1980, dt.: Friedensfest in der Katzfischbucht)
- Thunderbolt at Catfish Bend (1984)